# Boumaiz
Boumaiz (franska: Boumaiz (CR), Boumaiz (Commune Rurale), arabiska: ازغار) är en kommun i Marocko.   Den ligger i provinsen Sidi Slimane och regionen Rabat-Salé-Kénitra, 90 km öster om huvudstaden Rabat. Antalet invånare är 20 419.